# Bo Summer
Bo Summer er sanger i dødsmetalbandet Illdisposed som han grundlagde i 1991. Han er kendt som subwooferen i den danske metalverden på grund af sin meget dybe og særegne vokal.
Mange betragter Summer som værende "Gudfar" til dødsmetal i Danmark, han er den længst (og mest) aktive dødsmetalsanger i Danmark nogensinde.[kilde mangler] Han skriver alle Illdisposeds tekster.
Bo har sammen med Illdisposed udgivet følgende Bånd/CD/LP:
- 1992 - The Winter of Our Discontempt (demotape)
- 1993 - Four Depressive Seasons
- 1993 - Soulstorm (promotape)
- 1994 - Return From Tomorrow
- 1995 - Helvede
- 1995 - Submit
- 1997 - There's Something Rotten in the State of Denmark
- 2000 - Retro
- 2001 - Kokaiinum
- 2003 - Promo (promo CD)
- 2004 - 1800 - Vindication
- 2006 - Burn Me Wicked
- 2008 - The Prestige
- 2009 - To Those Who Walk Behind Us
- 2011 - There's Light But It's Not For Me
- 2012 - Sense The Darkness
- 2014 - With The Lost Souls On Our Side
- 2016 - Grey Sky Over Black Town
- 2019 - Reveal Your Soul for the Dead

Bo har sammen med Panzerchrist udgivet følgende CD:
- 2000 - Soul Collector
- 2003 - Room Service
- 2006 - Battalion Beast

Bo har sammen med At The Grave udgivet følgende CD:
2014 - At The Grave
 Der er for få eller ingen kildehenvisninger i denne artikel, hvilket er et problem. Du kan hjælpe ved at angive troværdige kilder til de påstande, som fremføres i artiklen.